# Tribelos intextus
Tribelos intextus är en tvåvingeart som först beskrevs av Walker 1856.  Tribelos intextus ingår i släktet Tribelos och familjen fjädermyggor. Inga underarter finns listade i Catalogue of Life.